# Lutjanidae
Los pagros, pargos o huachinangos (familia Lutjanidae) son una familia de peces marinos incluida en el orden Perciformes, con algunas especies que penetran en agua dulce para alimentarse, que se distribuyen por aguas tropicales y subtropicales de los océanos Atlántico, Índico y Pacífico.
El primer registro fósil de esta familia aparece en el Eoceno, durante el Terciario inferior.

## Anatomía
El cuerpo puede alcanzar una longitud máxima de 1 m.
Aleta dorsal continua o ligeramente dentada, con unas doce espinas y 10 a 17 radios blandos, aleta anal con tres espinas y varios radios blandos, aletas pélvicas originándose justo detrás de la base de la aleta pectoral.
Boca terminal, de tamaño moderado a grande, en cuyas mandíbulas hay alargados dientes caninos, mientras que en el palatino y vómer hay pequeños dientes; con la boca cerrada el maxilar se cubre con el preorbital.

## Ecología
La mayoría de las especies son depredadores de crustáceos y peces, aunque varias son planctívoras, viviendo en profundidades de hasta 450 m.
Muchos viven bien en acuarios, aunque crecen demasiado rápidos. Valorados como alimento pero algunas veces se han dado casos de ciguatera.

## Géneros
Existen unos 17 géneros agrupados en cuatro subfamilias:
- Subfamilia Apsilinae
  - Apsilus (Valenciennes en Cuvier y Valenciennes, 1830)
  - Lipocheilus (Anderson, Talwar y Johnson, 1977)
  - Paracaesio (Bleeker, 1875)
  - Parapristipomoides (Kami, 1973)

- Subfamilia Etelinae
  - Aphareus (Cuvier en Cuvier y Valenciennes, 1830)
  - Aprion (Valenciennes en Cuvier y Valenciennes, 1830)
  - Etelis (Cuvier en Cuvier y Valenciennes, 1828)
  - Pristipomoides (Bleeker, 1852)
  - Randallichthys (Anderson, Kami y Johnson, 1977)

- Subfamilia Lutjaninae
  - Hoplopagrus (Gill, 1861)
  - Lutjanus (Bloch, 1790)
  - Macolor (Bleeker, 1860)
  - Ocyurus (Gill, 1862)
  - Pinjalo (Bleeker, 1873)
  - Rhomboplites (Gill, 1862)

- Subfamilia Paradichthyinae
  - Symphorichthys (Munro, 1967)
  - Symphorus (Günther, 1872)

## Imágenes

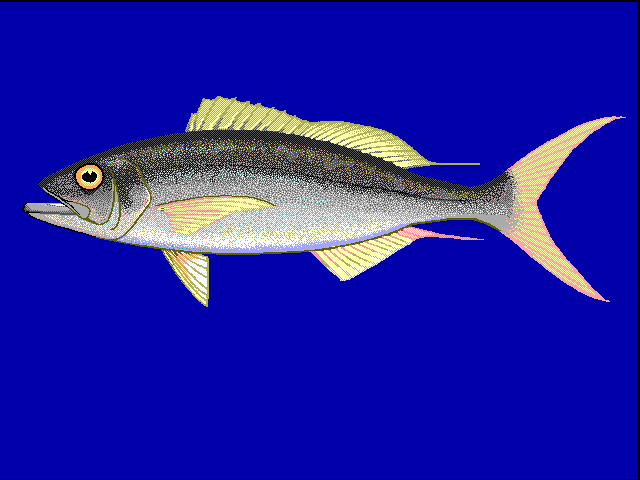
Aphareus rutilans
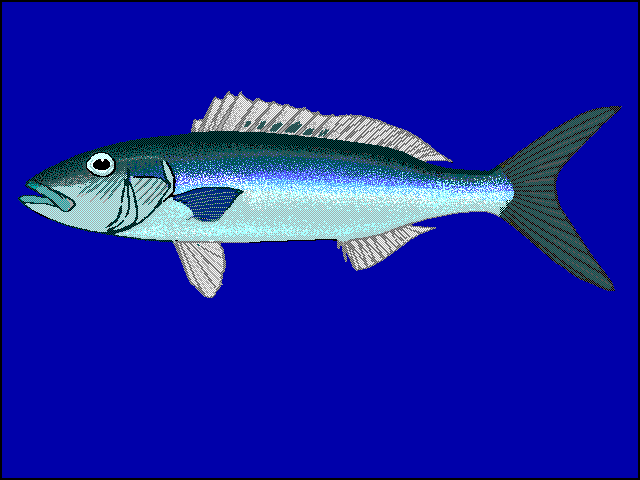
Aprion virescens
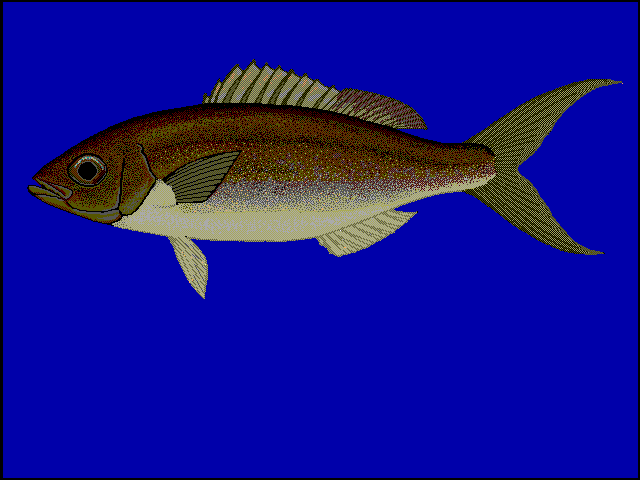
Apsilus fuscus
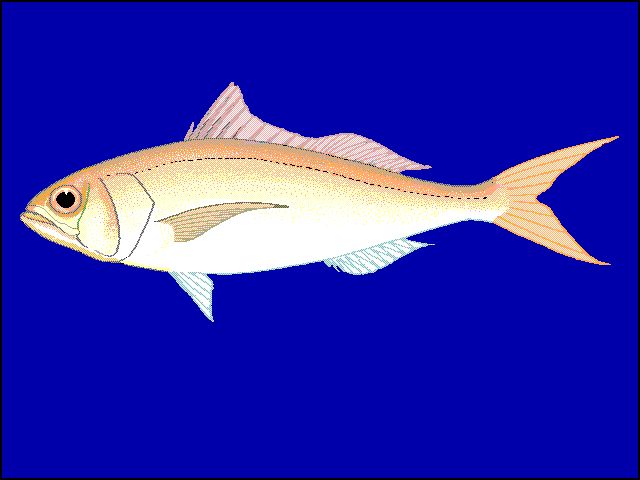
Etelis radiosus
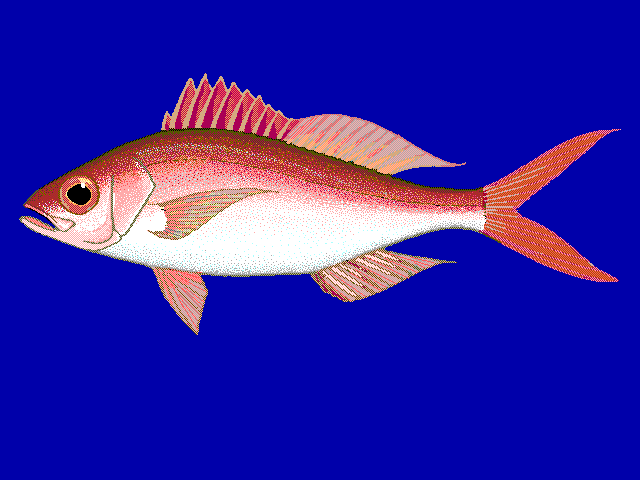
Etelis oculatus
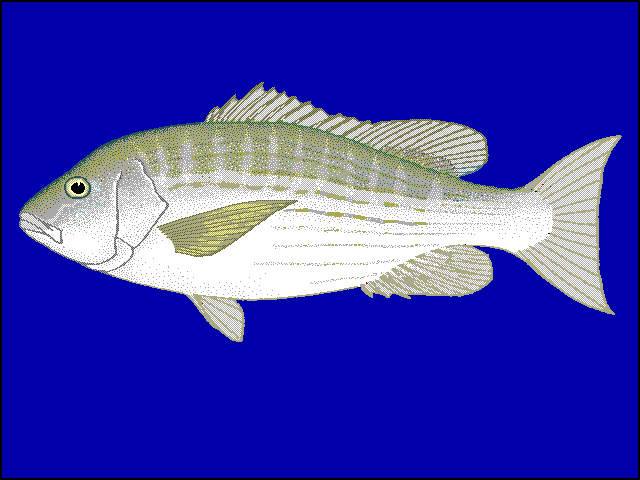
Lutjanus aratus
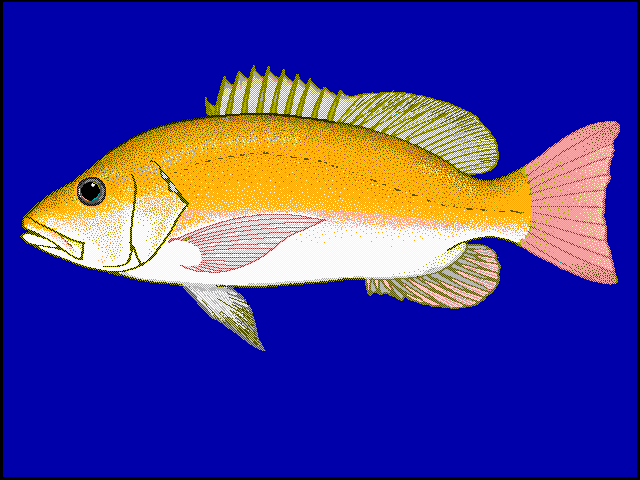
Lutjanus agennes
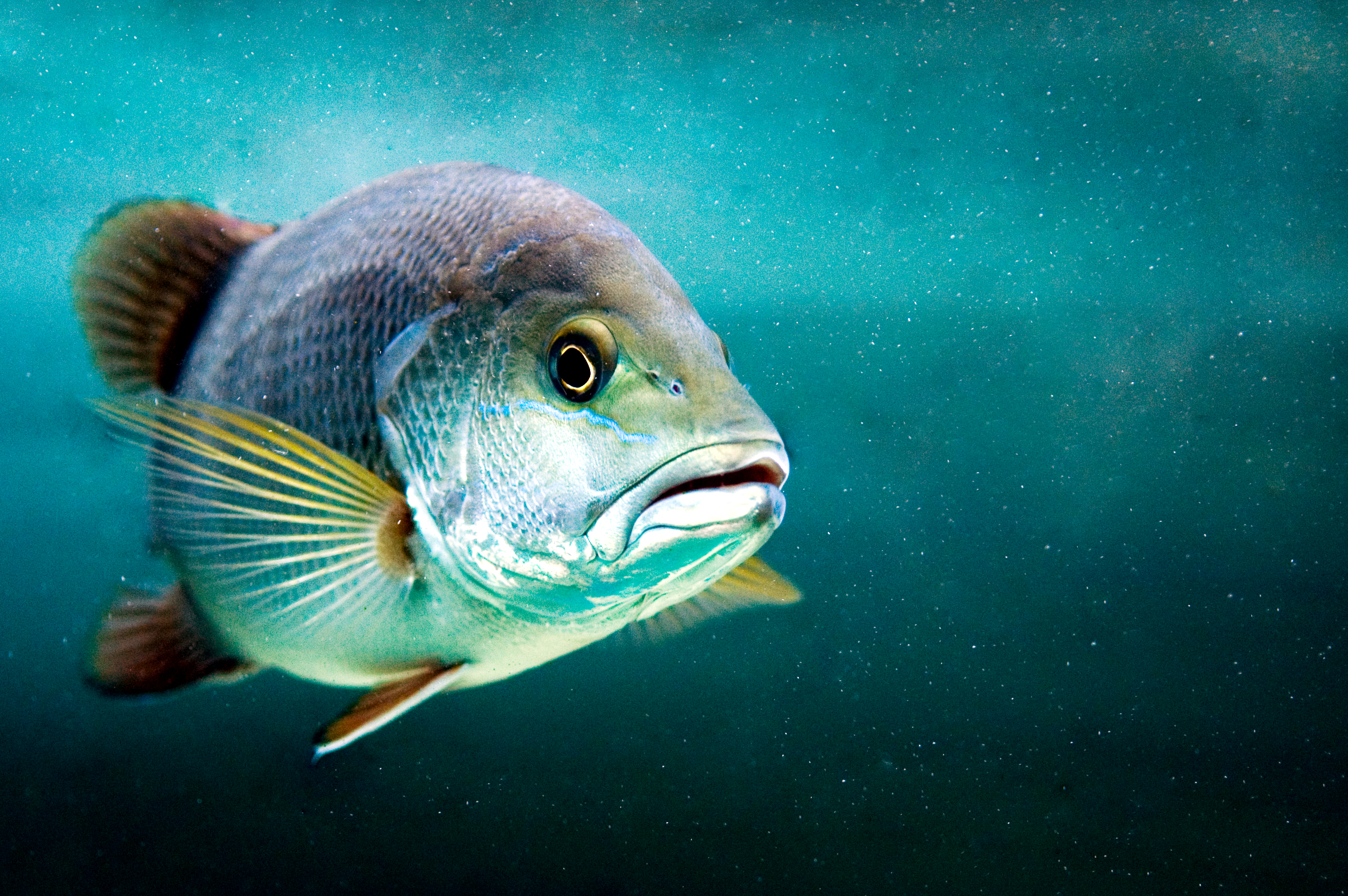
Lutjanus argentimaculatus
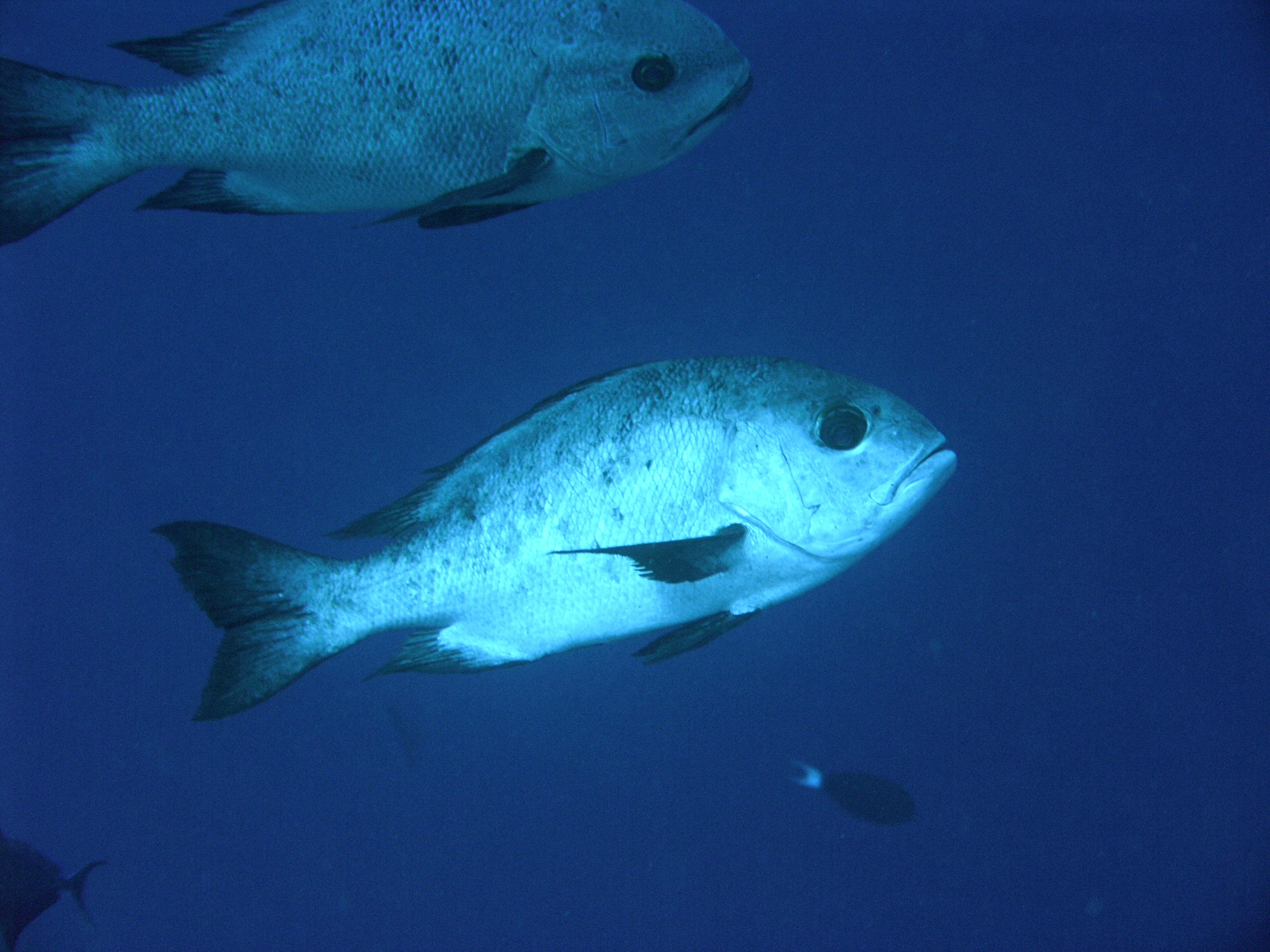
Macolor niger
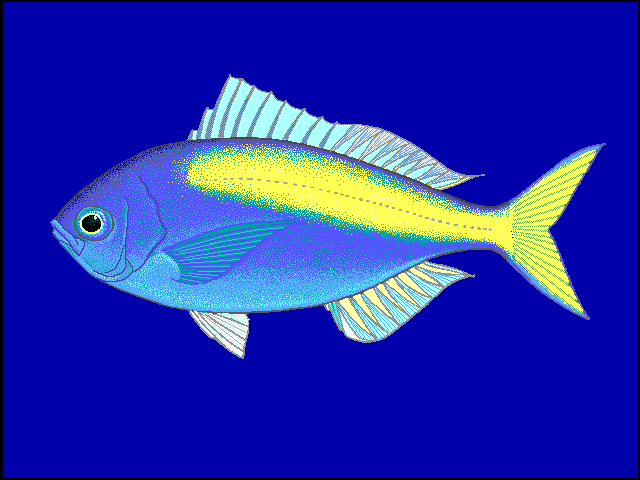
Paracaesio xanthura
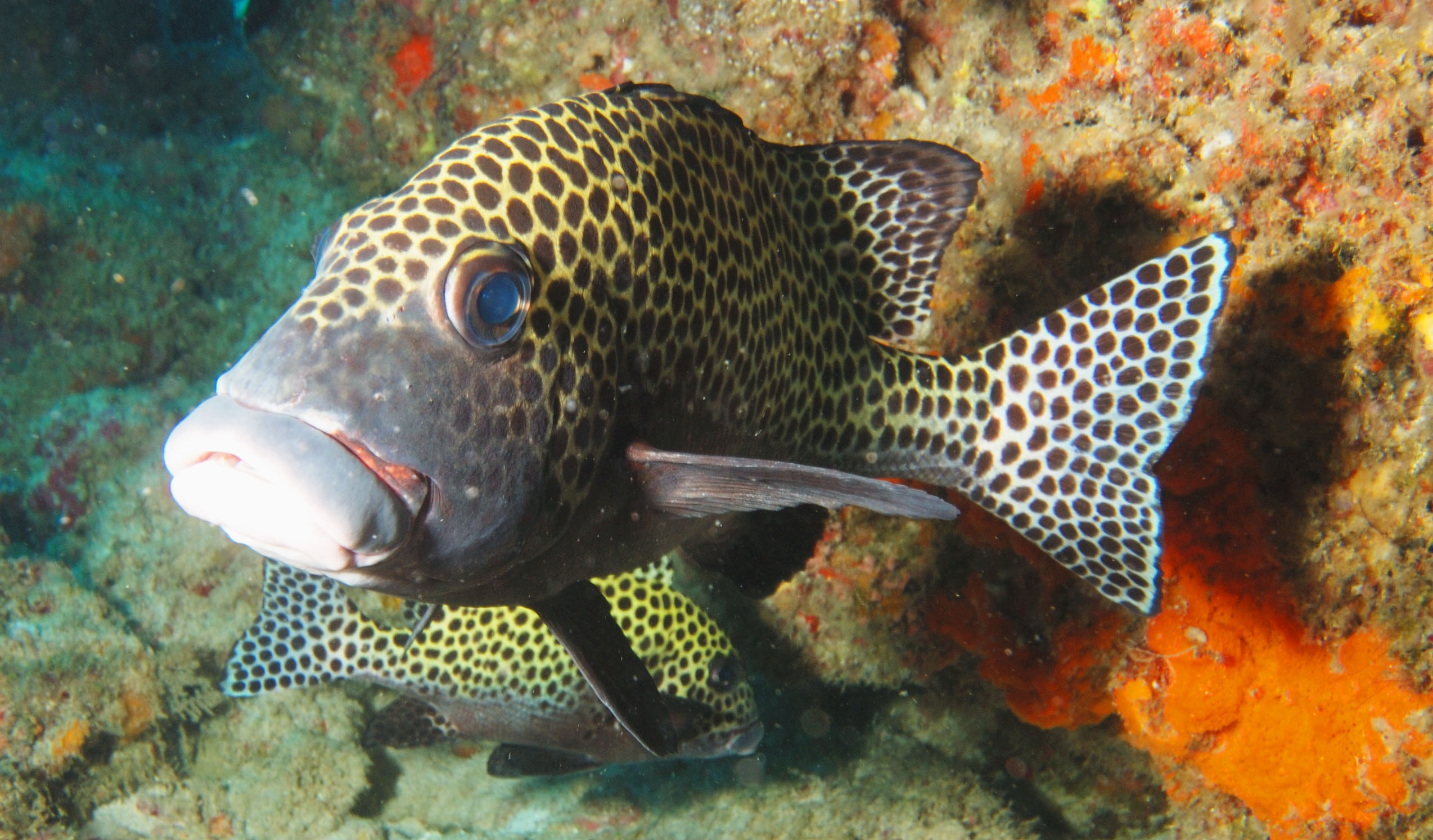
Plectorhynchus chaetodonoides
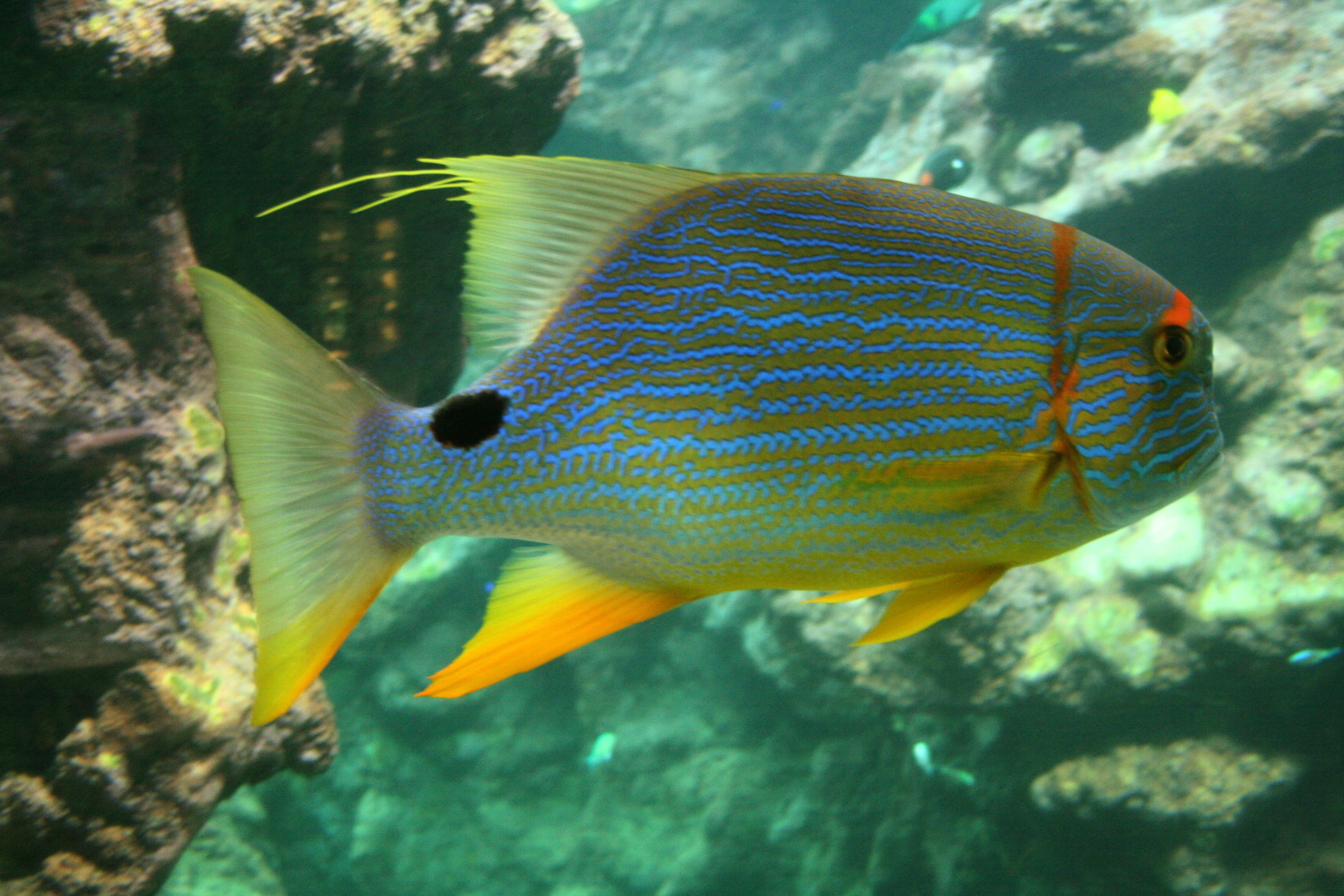
Symphorichthys spilurus